# アワド太守

アワド太守
Nawab of Awadh

アワド地方の位置

アワド太守（アワドたいしゅ、ヒンディー語: अवध के नवाब, ペルシア語: حکومت اود, 英語: Nawab of Awadh/Oudh）とは、ムガル帝国の北インド、アワド地方（現在のガンジス川中流域、現ウッタル・プラデーシュ州東部を指す）の地方長官、つまり太守（ナワーブ）のことである。1801年以降はアワド藩王国となる。首府はファイザーバード、ラクナウ。

## 歴史

### 設置
「アワド」という名前の由来は、ラーマ神誕生の地「アヨーディヤー」に由来し、古来より数々の王朝がこの肥沃な地を領有した。
13世紀以降、デリー・スルターン朝の支配下でも重要な地域であり、14世紀末から15世紀末にかけては一時デリーから独立したジャウンプル・スルターン朝が栄えた。
16世紀後半以降、アワドはムガル帝国の一州となり、ベンガルと同じように肥沃な土地を持った重要な州として、帝国の一部を形成した。なお、この州はバフラーイチ、ファイザーバード、ハリーラーバード、ゴーラクプル、ラクナウ
の5県から成っていた。

### 独立

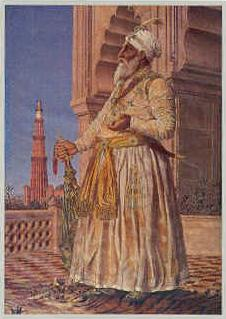
サアーダト・アリー・ハーン

1707年、ムガル皇帝アウラングゼーブの死後、ムガル帝国では反乱が相次ぎ、その広大な領土は徐々に解体されていき、ニーシャープール出身のイラン系貴族であるアワド太守サアーダト・アリー・ハーンもまた、帝国に見切りをつけようとしていた。サアーダト・アリー・ハーンはアウラングゼーブの部下の一人で、イランのサファヴィー朝からインドに移住してきた人物でもあった。
1722年、サアーダト・アリー・ハーンは皇帝ムハンマド・シャーによりアワド太守に任命された。彼は皇帝ムハンマド・シャーから「ブルハーヌル・ムルク」の称号を与え重用されていたが、1724年にムガル帝国に見切りをつけてアワドで独立し、事実上この地域は帝国の領土ではなくなった。辞典などでは、成立したこの国家を1724年から滅亡した1856年までを一貫して「アワド王国」としているが、正式にムガル帝国から独立したのは1819年で、それまでは帝国の主権を認めて皇帝の名で硬貨を発行しており（これは1818年まで）、文献によっては王国とは呼ばない場合もあるので、ここではこの国家は「地方政権」として扱う。
同年には、宰相のアーサフ・ジャー（ニザームル・ムルク）もデカンのハイダラーバードで独立してニザーム王国を樹立するなど、ムガル帝国はアワドやハイダラーバードの独立になす術がなく、帝国はその解体に歯止めが利かなかった。
1739年、サアーダト・アリー・ハーンはカルナールの戦いに参加し、デリーでナーディル・シャーに捕えられ、 3月19日に監禁されたまま死亡した。

### サフダル・ジャングの治世

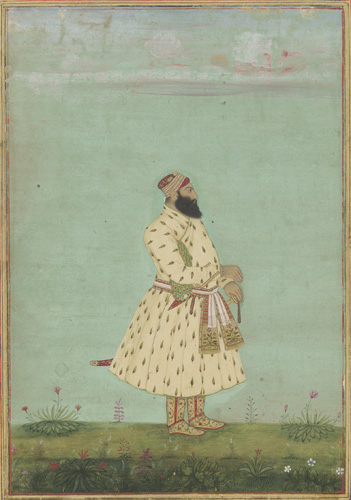
サフダル・ジャング

サアーダト・アリー・ハーンの死後、甥のサフダル・ジャングが太守位を継承した。
サフダル・ジャングの治世は農業生産も上がり、アワドが繁栄した時期でもあり、その治世は長い春ともいえる時期であった。
サフダル・ジャングは公正な司法制度の組織にも力を入れた。官吏の登用に関してはサアーダト・アリー・ハーン同様、ヒンドゥーとムスリムを同様に扱っている。彼の政府における最高位の職は、ヒンドゥー教徒のマハーラージャ・ナワーブ・ラーイであった。
1748年、ムガル帝国は南下するアフガニスタンのドゥッラーニー朝に領土を侵略され脅かされ、サフダル・ジャングは皇帝ムハンマド・シャーの要請でアワド軍をムガル帝国軍の援軍とし、帝国の領土からドゥッラーニー朝アフガン軍を退けた（マヌープルの戦い）。
また、同年4月、ムハンマド・シャーの死後、後を継いだ皇帝アフマド・シャーによって、サフダル・ジャングはムガル帝国の宰相に任じられた。彼はデリーの領地に邸宅を構え、そこからムガル帝国の宮廷に出仕した。これにより、サフダル・ジャングはアワドの世襲をムガル帝国に認めさせ、アワド地方の支配とその正当性を確立した。
だが、1750年代、サフダル・ジャングは彼を中心とするイラン系貴族と、軍務大臣ガーズィー・ウッディーン・ハーン（フィールーズ・ジャング2世）や、後宮監督官ナワーブ・ジャウド・ハーンといったトルコ系貴族との争い巻き込まれた。
1752年8月、サフダル・ジャングはナワーブ・ジャウド・ハーンを、10月にはガーズィー・ウッディーンを暗殺したが、その息子ガーズィー・ウッディーン（フィーローズ・ジャング3世）などとの争いに敗れ、1753年5月13日に彼は宰相職を辞して、帝都デリーからアワドに引き上げた。

### 第三次パーニーパットの戦いとブクサールの戦い

シュジャー・ウッダウラ

1754年10月5日、サフダル・ジャングは死亡し、息子のシュジャー・ウッダウラが太守位を継承した。
1761年1月、第三次パーニーパットの戦いにおいて、マラーター同盟軍とドゥッラーニー朝アフガン軍が対決した時、シュジャー・ウッダウラはアフガン王アフマド・シャー・ドゥッラーニーに味方して物資や食糧を提供した。シュジャー・ウッダウラはアフガン軍に味方した理由したとしては、父が結んだ協定をマラーターが破り、アワドの広大な領土を奪い、財政的にも圧迫していたからだった。
同年、シュジャー・ウッダウラはイギリスに敗れ、アワドに逃げてきたムガル帝国の皇帝シャー・アーラム2世を保護し、1762年2月15日に彼はシャー・アーラム2世により帝国の宰相に任じられた。また、1763年末にイギリス東インド会社と対立しベンガルを追われアワドに逃げてきた、前ベンガル太守のミール・カーシムも保護し、もとの状態に戻れるよう援助を約束した。こうして、ムガル皇帝シャー・アーラム2世、アワド太守シュジャー・ウッダウラ、前ベンガル太守ミール・カーシムの間に三者同盟が結成された。
三者はまずミール・カーシムの為にベンガルを取り戻すことを決定し、1764年10月23日三者連合軍40000はビハールとアワドの境にあるブクサールで、イギリス東インド会社の軍7000と会戦した（ブクサールの戦い）。しかし、この戦いは実際のところアワド太守の軍とイギリス東インド会社軍との戦いであり、戦いは1日で終結し、結果はイギリスの圧勝であった。
その後、イギリスはアワド太守シュジャー・ウッダウラにミール・カーシムを捕えさせ投獄し、翌1765年8月16日にイギリスは戦後処理としてアラーハーバード条約を締結した。アワド太守シュジャー・ウッダウラはこの条約において、アラーハーバードとコラーの年額280万ルピーの価値のある土地を会社に割譲し、イギリスはこれらの領土を皇帝シャー・アーラム2世に与えた。また、イギリスはアワドに賠償金500万ルピーを課し、これと同時にアワドの崩壊が始まった。

### ヴァーラーナシー条約とローヒラー戦争

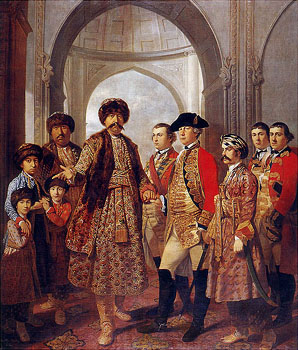
シュジャー・ウッダウラとその家族

1764年の敗戦以降、アワドはしだいにイギリスに従属するようになっていき、1772年にマラーター勢力がアワドの保護していたローヒルカンド地方を侵略し、アワド太守シュジャー・ウッダウラはイギリス東インド会社に援助を求めた。ローヒルカンドとは現ウッタル・プラデーシュ州北西部のことで、ムガル帝国の皇帝アウラングゼーブの死後、アフガン系ローヒラー族が支配していたためこう呼ばれ、ローヒラー族はマラーターの侵入の撃退のためにアワドと協定を結び、その撃退の代償として400万ルピーの支払いを約束していた。
こうして、1773年9月7日、アワドとイギリスの間にヴァーラーナシー条約（ベナレス条約）が締結され、アワド領にイギリス東インド会社の軍隊が駐留することとなり、その費用月額21万ルピーはすべてアワド側の負担とされた。このヴァーラーナシー条約はイギリスが藩王国化する際の条約と似たものであり、1773年がアワドの藩王国化した年とする場合もあるが、1801年の軍事保護条約で藩王国化したとされている。
その後、アワドはイギリスの援助により、マラーター勢力をローヒルカンドから駆逐したが、ローヒラー族は約束された支払いの履行に応じなかったため、1774年にアワドはイギリスの援助のもとロヒルカンドに侵略し、ローヒルカンドのほぼ全域をアワド領に併合した（ローヒラー戦争）。
アワドが徐々にイギリスに従属していくなか、1775年1月26日にシュジャー・ウッダウラは死亡した。

### ラクナウ遷都と発展

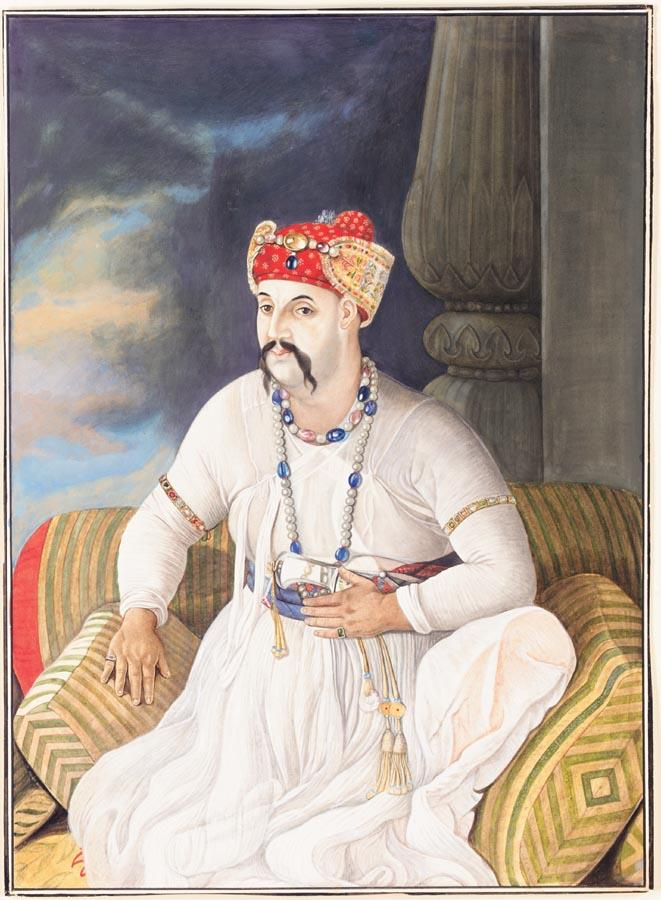
アーサフ・ウッダウラ

シュジャー・ウッダウラの死後、息子のアーサフ・ウッダウラが太守位を継承した。彼はアワドの新都たるラクナウの建設にかかり、1781年にファイザーバードからラクナウに遷都した
アーサフ・ウッダウラはアワドの王宮、市街地、ルーミー・ダルワーザーといったトルコ門、シーア派の記念館バーラ・イマーム・バーラーを建造するなど、新都ラクナウに独自のイスラーム文化を取り入れ、ラクナウは素晴らしい都市となった。
アワドの君主は様々な文化を保護したため、アワドでは独自のイスラーム文化が培われ、働き口が無くなったムガル帝国の画家をよく雇用して、アウラングゼーブの治世に衰退したムガル絵画の復興も行われ、ムガル帝国の様々な絵画が主体となった。
また、イギリスから流入しもたらされたヨーロッパ風の絵画も、アワドでは大いに受け入れられ、のちの君主のたちは西洋風の肖像画を描かせている。
アーサフ・ウッダウラもムガル絵画にとても理解を示し、彼はベンガル総督にいくつかのムガル絵画を献上している。
アワドは衰退したムガル帝国の後を継ぎ、「アワドのムガル時代」といわれるような素晴らしい文化が作り上げられ、ムガル帝国の首都デリーを凌駕する繁栄だった。
1797年9月21日、アーサフ・ウッダウラは死亡し、息子ワズィール・アリー・ハーンが太守位を継承した。

### アワドの藩王国化

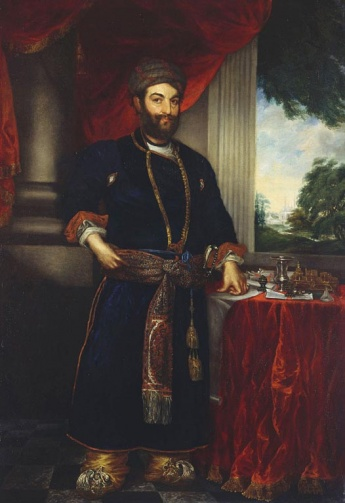
サアーダト・アリー・ハーン2世

だが、ワズィール・アリー・ハーンはラクナウのイギリス駐在官らとすぐさま不仲となって公然と反抗するようになった。これに対し、イギリス側は宮廷の派閥間対立を利用し、その廃位を企てた。
1798年1月21日、ワズィール・アリー・ハーンはイギリスによって廃位され、アーサフ・ウッダウラの弟のサアーダト・アリー・ハーン2世が太守位に据えられた。
サアーダト・アリー・ハーン2世は太守位を手にしたものの、父シュジャー・ウッダウラの時代からのイギリス軍の駐留費は増額され続けており、彼の代にその滞納額は莫大な額となっていた。アワドの情勢は危機に瀕するところとなった。
このため、1801年11月10日にサアーダト・アリー・ハーン2世はイギリスと軍事保護条約を締結させられた。この条約ではイギリスの保護軍を増強させるかわり、ナワーブの軍隊を事実上解体させ、イギリスはアワドの好きな場所に軍隊を駐屯させる権利が与えられた。
また、アワド側は駐留費の滞納を理由に、イギリスにアワドの約半分の領土をイギリスに割譲させられることとなった。このとき、割譲されたのはローヒルカンド地方、アラーハーバード、ファッルハーバード、ファテーガル、カーンプル、ゴーラクプル、アーザムガルなどの都市を含んだ下ドアーブ地方など、アワドの中心地から東西にかけての肥沃な土地であった。
アワドはこれによりかつてない減収に苦しみ、結果的に地方豪族であるタールクダールへの依存を強めた。こうして、アワドはイギリスに従属する藩王国となった（アワド藩王国）。

### 混乱と滅亡

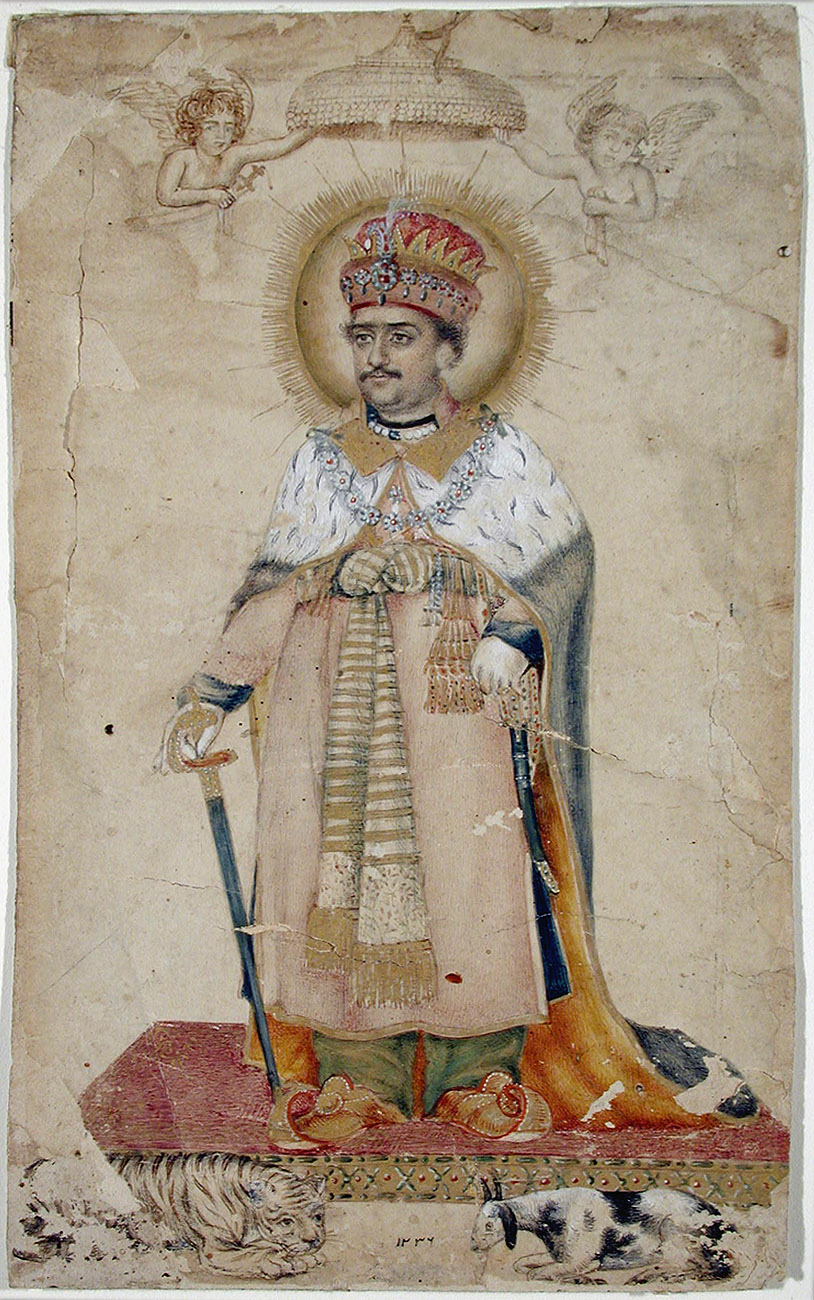
ガーズィー・ウッディーン・ハイダル・シャー

1818年10月19日、アワド太守ガーズィー・ウッディーン・ハイダル・シャーは「アワド王」（Padshah-e Awadh）を宣し、自らの名で貨幣を鋳造するようになった。翌1819年10月8日にはムガル帝国から正式に独立を宣言して、アワド王国となった。
しかし、当然ながらイギリスに従属する藩王国であることに変わりはなく、かねてからの莫大な駐留費の支払いから財政窮乏を招いていた。そのうえ、19世紀になると、藩王は贅沢三昧に明け暮れ、宮廷に引き籠って文芸、音楽、舞踊などの洗練された豪華な趣味に没頭し続けた。
農村は荒廃し、それらを管轄するはずのタールクダールも土地をめぐり中央の命令を無視して武装割拠するなどしたため、王権は衰退した。
1856年1月、インド総督のダルフージー侯爵は藩王の堕落、内政紊乱（いわゆる悪政）、統治能力なしを理由に、アワド藩王国の内政権をすべてイギリスに委譲するように迫った。だが、アワド側は拒否したため、彼はアワド藩王国を併合することを決定した。
こうして、同年2月7日に最後の藩王ワージド・アリー・シャーは退位させられ、2月13日にアワド藩王国は正式に英領に併合された。ワージド・アリー・シャーはカルカッタへ強制送還されたのち、そこで年金受領者として暮らし、1887年9月1日に死亡した。
こうして、11代134年続いたアワドのナワーブ王朝はその歴史に幕を閉じ、全住民はイギリスの管理下におかれることとなった。

## イギリス併合後

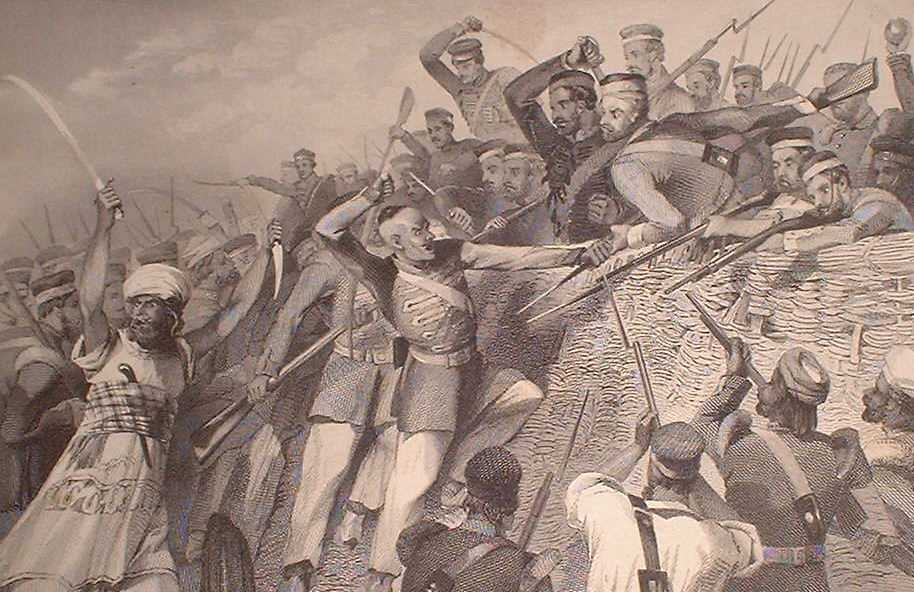
ラクナウの攻防戦（インド大反乱）

ダルフージーは併合後、アワドが穏やかに声明を発し、主権が藩王からイギリスに移ったことを宣言した。そして、イギリス領に直轄化されたことにより、アワド藩王国領はアワド州となり、行政・司法・徴税を自由に行えるようになった。
藩王国の行政機構と軍隊が解体されたことにより、何千人もの貴族、役人、軍の将校が職業を失った。それらの従者や兵士も同様に職業を失い、ほとんどの農民の世帯に失業問題が襲いかかる結果となった。また、藩王国の宮廷や貴族を顧客にしていた商人や手工業者も生活する術を失った。
イギリスはアワドを直轄化するに当たり、藩王国内のタールクダールの土地を没収した。その数は大小合わせて21,000人に上り、彼らは失った土地の回復を求めるようになって、イギリスにとっては統治の上で脅威となった。
さらに、一般民衆はアワド藩王国が統治した時代よりも、さらに高額の地租をイギリスから課せられた。地租以外にも食料品、住居、渡し船、阿片、司法など多岐にわたって新たな税が課せられた。彼らにとってはむしろ、藩王国統治時代の方がイギリス統治に比べてはるかにましであった。
アワドからはシパーヒー（インド人傭兵、セポイとも）が数多く出ており、事実ベンガル管区のシパーヒーの3分の1はアワドの出身者で占められていた。その数はおよそ75,000人に及び、アワド藩王国の理不尽な併合に関しては彼らの大半を激怒させた。19世紀、インドはイギリスの植民地と化し、シパーヒーはインド各地の征服活動に従事していたが、それでも国家や地域に対するナショナリティまでは失われていなかった。藩王国の併合はイギリス軍内部にも不満を持たせる結果となってしまった。
1857年5月10日、シパーヒーがデリー近郊のメーラトの町で反乱を起こし、翌11日にデリーに入城してムガル帝国の統治復活を宣言した。この「インド大反乱」が起きると、イギリスによる前年の併合に不満だったアワドのシパーヒーもすぐさま呼応し、アワドの民衆、貴族、タールクダールも巻き込み、ラクナウをはじめアワドは大反乱における最大の激戦地となった。

## 歴代君主

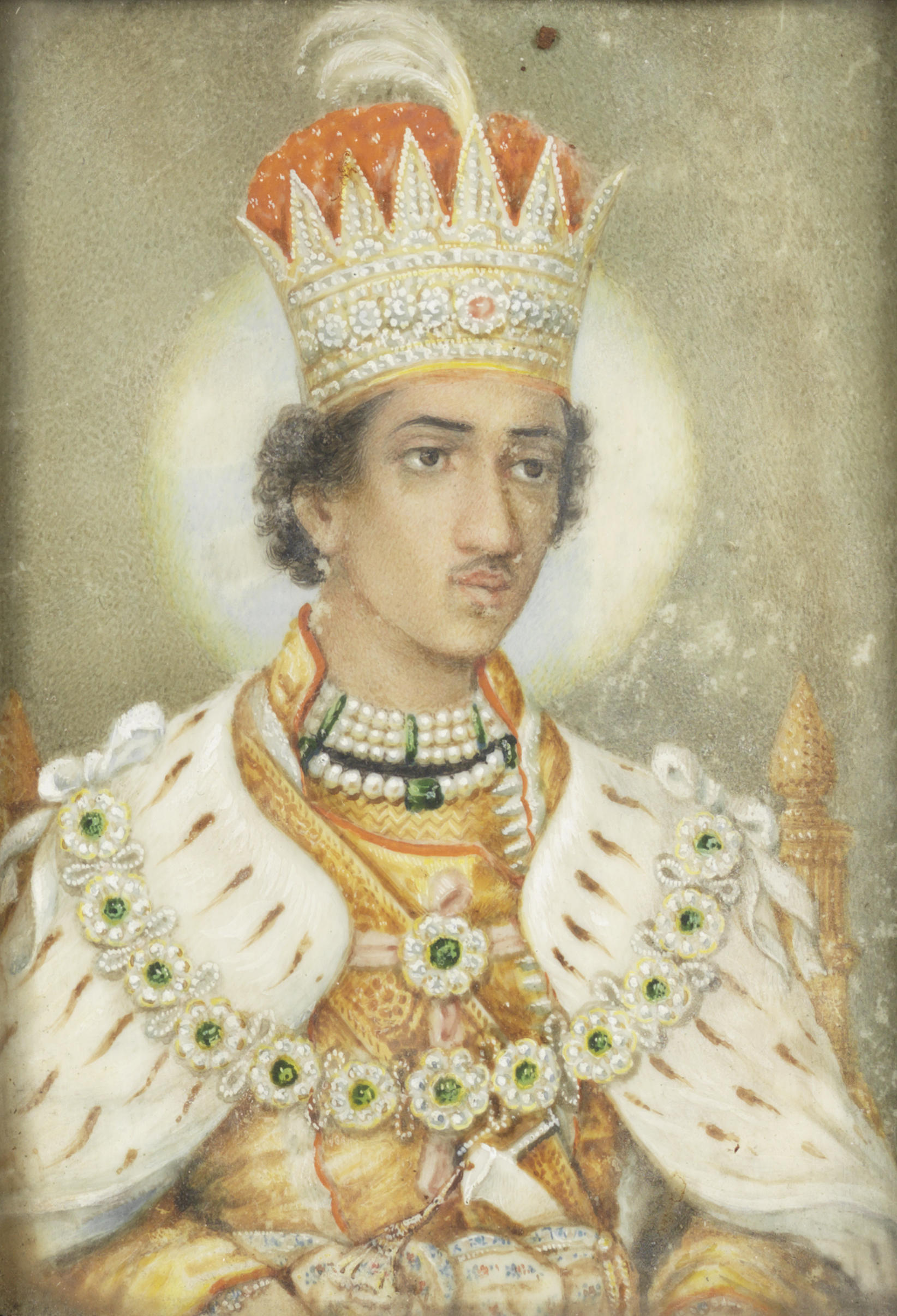
ナーシルッディーン・ハイダル・シャー

- サアーダト・アリー・ハーン（Sa’adat Ali khan, 在位：1722年 - 1739年）
- サフダル・ジャング（Safdar Jung, 在位：1739年 - 1754年）
- シュジャー・ウッダウラ（Shuja ud-Daula, 在位：1754年 - 1775年）
- アーサフ・ウッダウラ（Asaf ud-Daula, 在位：1775年 - 1797年）
- ワズィール・アリー・ハーン（Wazir Ali Khan, 在位：1797年 - 1798年）
- サアーダト・アリー・ハーン2世（Saadat Ali khan II, 在位：1798年 - 1814年）
- ガーズィー・ウッディーン・ハイダル・シャー（Ghazi-ud-Din Haidar Shah, 在位：1814年 - 1827年）
- ナーシルッディーン・ハイダル・シャー（Nasir-ud-Din Haidar Shah, 在位：1827年 - 1837年）
- ムハンマド・アリー・シャー（Muhammad Ali Shah, 在位：1837年 - 1842年）
- アムジャド・アリー・シャー（Amjad Ali Shah, 在位：1842年 - 1847年）
- ワージド・アリー・シャー（Wajid ali Shah, 在位：1847年 - 1856年）